# 小室真子
小室真子（日语：／ Komuro Mako */?；1991年10月23日—），前日本皇室成員，為皇嗣秋篠宮文仁親王與親王妃紀子的長女，上皇明仁第一個孫女，家有一妹佳子內親王、一么弟悠仁親王，徽印為木香茨，稱號真子內親王。2021年降嫁小室圭後脫離皇室身份，從夫姓而成現名。

## 生平

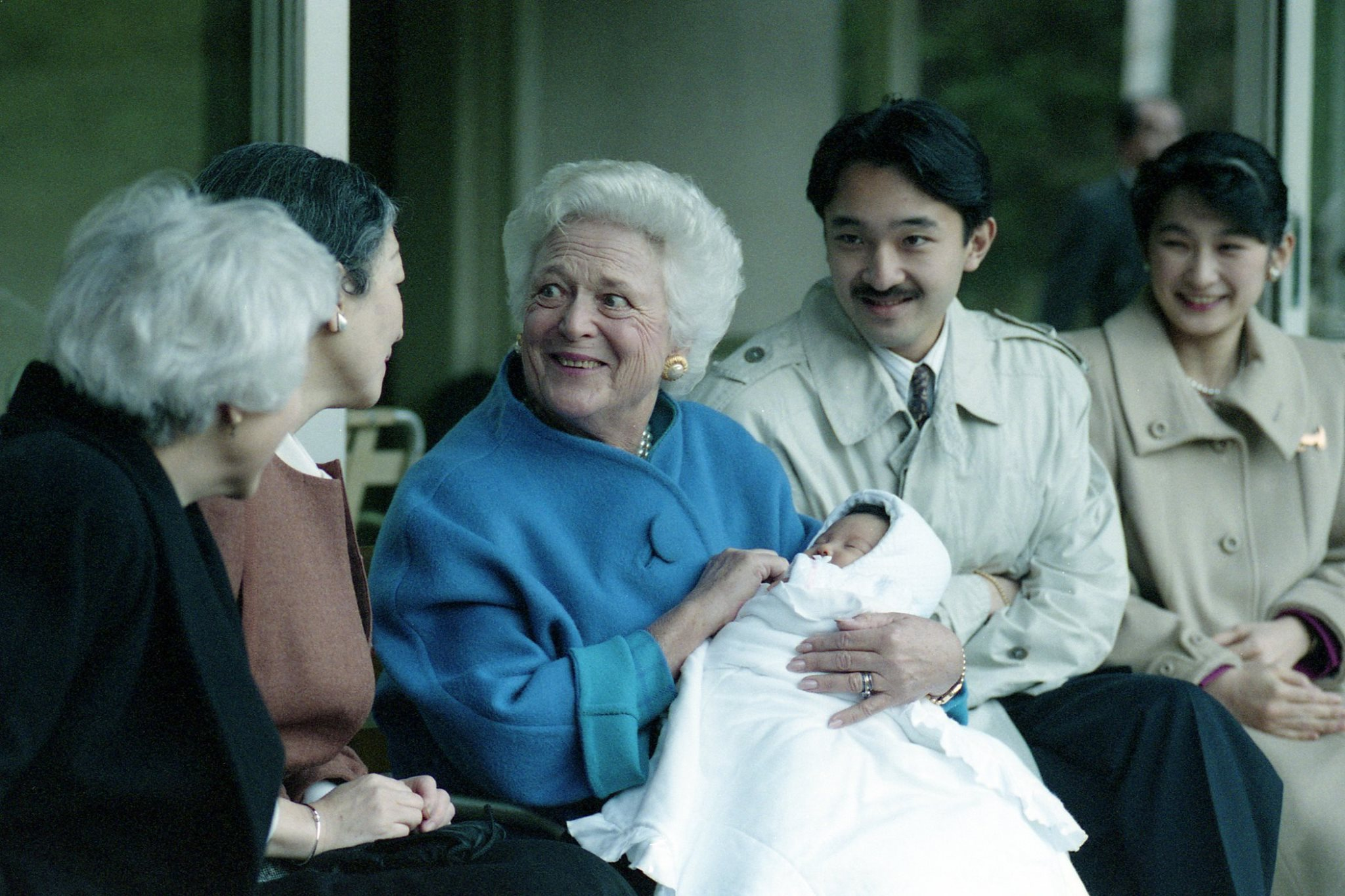
1992年1月，眞子內親王被美國前第一夫人芭芭拉・布希（Barbara Bush）抱在懷中，皇后美智子、秋篠宮文仁親王與紀子親王妃一同在場。

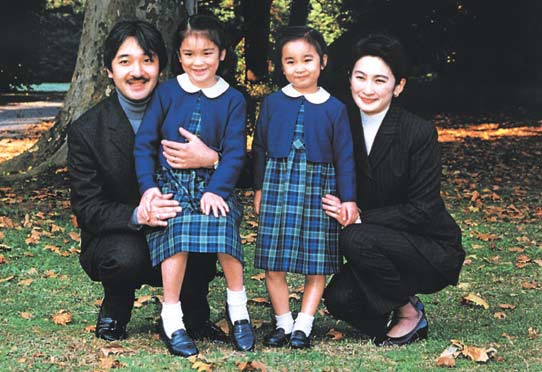
1990年代秋篠宮全家合照

1991年（平成3年）10月23日，生於東京都千代田區皇居宮內廳醫院，為秋篠宮文仁親王與親王妃紀子的首名孩子，日本皇室同日為其舉辦賜劍之儀。同年10月29日，舉辦命名之儀，秋篠宮文仁親王親自取名為「真子」。
1998年（平成10年）4月，學習院初等科入學。2004年（平成16年）3月，學習院初等科畢業，同年4月，學習院女子中等科入學。2007年（平成19年）3月，學習院女子中等科畢業，並於同年4月，學習院女子高等科入學。
在日本媒體報導下，網路上流出她的照片，讓不少2ch網路論壇的網民驚豔，並引起了之後許多以真子內親王為主題創作的二次元作品；不過由於這些作品的成分複雜，這個網絡爆紅現象引起日本警方注意，在2ch鬧出不小的風波。
2009年（平成21年）11月5日，宮內廳宣布真子通過國際基督教大學官方招生入學考試（AO入試）。2010年（平成22年）3月，真子從學習院女子高等科畢業。同年4月，真子入讀國際基督教大學教養學部藝術及科學學科，是第一位就讀國際基督教大學的日本皇室成員；對於信奉神道教的日本皇室成員來說，真子從學習院高等科畢業之後決定不直升學習院大學而透過AO入試考上國際基督教大學，頗為罕見。2010年7月遠赴愛爾蘭進行語言研修。
2011年（平成23年）10月23日，以其成年而授予寶冠大綬章。同年11月，首次前往東京八王子皇室陵墓參拜曾祖父昭和天皇及曾祖母香淳皇后的武藏野陵、高祖父大正天皇及高祖母貞明皇后的多摩陵，向皇室歷代祖先報告自己已經成年。2012年（平成24年）9月，前往英國愛丁堡大學修習美術史，是繼高圓宮承子女王後在愛丁堡大學留學的第二人。
2014年（平成26年）3月，於國際基督教大學教養學部畢業。同年就任國際陶瓷器祭典美濃名譽總裁（亦於2017、2022年就任）。同年9月，至萊斯特大學博物館學研究所（School of Museum Studies, University of Leicester）進修碩士學程。2016年（平成28年）1月，出席萊斯特大學研究所畢業典禮，取得碩士學位。同年9月，進入國際基督教大學藝術科學研究所就讀博士學位。
2017年（平成29年）9月3日，日本宮內廳宣布真子內親王與大學同學小室圭訂婚，並得到祖父天皇明仁裁可。婚禮原定於2018年11月舉行，但2018年2月6日宮內廳突然宣佈因準備不周，婚禮推遲至2020年。後又推遲至2021年底。
2021年（令和3年）8月，於國際基督教大學藝術科學研究所退學。同年10月1日，宮內廳宣布真子內親王與小室圭會於同年10月26日完婚。由於小室圭母親的金錢糾紛及其衍生問題而廣受日本國民批評，因此將不舉辦皇室傳統婚禮儀式，真子也不領取脫離皇籍後的1億5,250萬日圓「一時金」補助。由於小室圭在美國紐約的律師事務所工作，因此兩人婚後會定居於美國。宮內廳同時表示真子內親王因自身、家人及未婚夫的家族多年來飽受輿論中傷，經NTT東日本關東醫院的秋山剛醫師診斷，患有複雜性創傷後壓力症候群（C-PTSD）。11月14日，小室真子和丈夫小室圭離開東京前往美国纽约生活。
2025年（令和7年），小室真子誕下第一個孩子，孩子的性別和出生日期尚未透露。

## 家庭

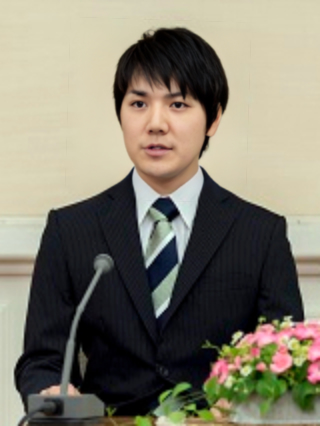
真子的丈夫小室圭（2017年）

2021年（令和3年）10月26日，真子內親王與小室圭完成結婚登記，脫離皇籍改名「小室真子」。隨后小室夫婦移居美國紐約生活。
2025年（令和7年）5月，根據日本媒體報導，小室真子於紐約誕下一名子女。5月30日宮內廳證實消息，孩子的性別和出生日期尚未透露。

### 爭議
小室圭的母親於婚約期間向前未婚夫請求金錢上的援助，2012年婚約解除後，前未婚夫要求小室圭的母親歸還欠款，而小室母子主張當時是贈與而非借貸，不願歸還款項。對於小室圭母親前未婚夫的指控，2021年4月，宮內廳公開小室圭的書面回應，仍主張沒有借貸的事實，但願意以解決金和解，表達「不能在毫無溝通的情況下支付解決金」並表示其中有很大部分由真子內親王的意向主導。其母親之前未婚夫則透過代理人表示不能理解，並強調金錢糾紛與小室圭的結婚無關。同年9月，新聞報導小室圭將到美國就職，並會與真子在年內結婚，由於爭議的關係考慮不舉行相關儀式並不領取一時金。同年11月12日，小室圭與其母親前未婚夫會談後，最終以解決金約400萬日圓和解。

## 荣誉

### 日本勋章奖章
- 宝冠大绶章（2011年10月23日颁发）：成年授勋

### 外国勋章奖章
- 国家功绩特种大十字勋章（巴拉圭，2021年8月18日批准[13]，2021年10月5日于东京赤坂东邸颁授[14]）：真子内亲王曾于2016年9月7日至14日到訪巴拉圭，参加日本人移民80周年纪念活动。
- 里約布蘭科大十字型勳章（葡萄牙语：Ordem do Rio Branco） (巴西，2021年10月12日于东京赤坂东邸颁授[15])眞子內親王曾於2018年7月到訪巴西，受邀參加日本人移民110週年紀念活動。

## 世系
| 小室真子 | 父： 文仁親王（秋篠宮當主） | 祖父： 上皇明仁     | 曾祖父： 昭和天皇   |
| 小室真子 | 父： 文仁親王（秋篠宮當主） | 祖父： 上皇明仁     | 曾祖母： 香淳皇后   |
| 小室真子 | 父： 文仁親王（秋篠宮當主） | 祖母： 上皇后美智子 | 曾祖父： 正田英三郎 |
| 小室真子 | 父： 文仁親王（秋篠宮當主） | 祖母： 上皇后美智子 | 曾祖母： 正田富美子 |
| 小室真子 | 母： 紀子（秋篠宮妃）       | 祖父： 川嶋辰彥     | 曾祖父： 川嶋孝彥   |
| 小室真子 | 母： 紀子（秋篠宮妃）       | 祖父： 川嶋辰彥     | 曾祖母： 川嶋紀子   |
| 小室真子 | 母： 紀子（秋篠宮妃）       | 祖母： 川嶋和代     | 曾祖父： 杉本嘉助   |
| 小室真子 | 母： 紀子（秋篠宮妃）       | 祖母： 川嶋和代     | 曾祖母： 杉本榮子   |